# 林忠義
林 忠義（はやし ただよし、1968年3月1日 - ）は、日本の馬術選手。シドニーオリンピック・アテネオリンピック代表。北総乗馬クラブ所属。千葉県出身。千葉県立多古高等学校卒。

## 人物
2000年、シドニーオリンピック障害飛越団体に携行馬スワンキーとともに出場し、11位に入った。また、個人としても予選で24位に入り、決勝進出を果たしている（最終個人順位44位）。4年後のアテネオリンピックでも代表入りし、再びスワンキーとともに出場し、個人障害飛越64位（1次予選47位8.00点、2次予選54位25.00点、3次予選途中棄権）に入っている。